# Şırnak (tartomány)
Şırnak tartomány Törökország egyik tartománya a Délkelet-anatóliai régióban, székhelye Şırnak városa. Nyugaton Mardin, északon Siirt, északkeleten Van, keleten Hakkari, délen Szíria és Irak határolja. A lakosság nagy része kurd származású.

## Körzetei
A tartománynak hét körzete van: 
- Beytüşşebap
- Cizre
- Güçlükonak
- İdil
- Silopi
- Şırnak
- Uludere